# 캄필로노투스상과
캄필로노투스상과(Campylonotoidea)는 생이하목에 속하는 갑각류 상과의 하나이다. 2개 과를 포함하고 있다.

## 분류
- Campylonotidae Sollaud, 1913
  - Campylonotus Bate, 1888
- Bathypalaemonellidae de Saint Laurent, 1985
  - Bathypalaemonella Balss, 1914
  - Bathypalaemonetes Cleva, 2001